# Sándor Rónai (político)

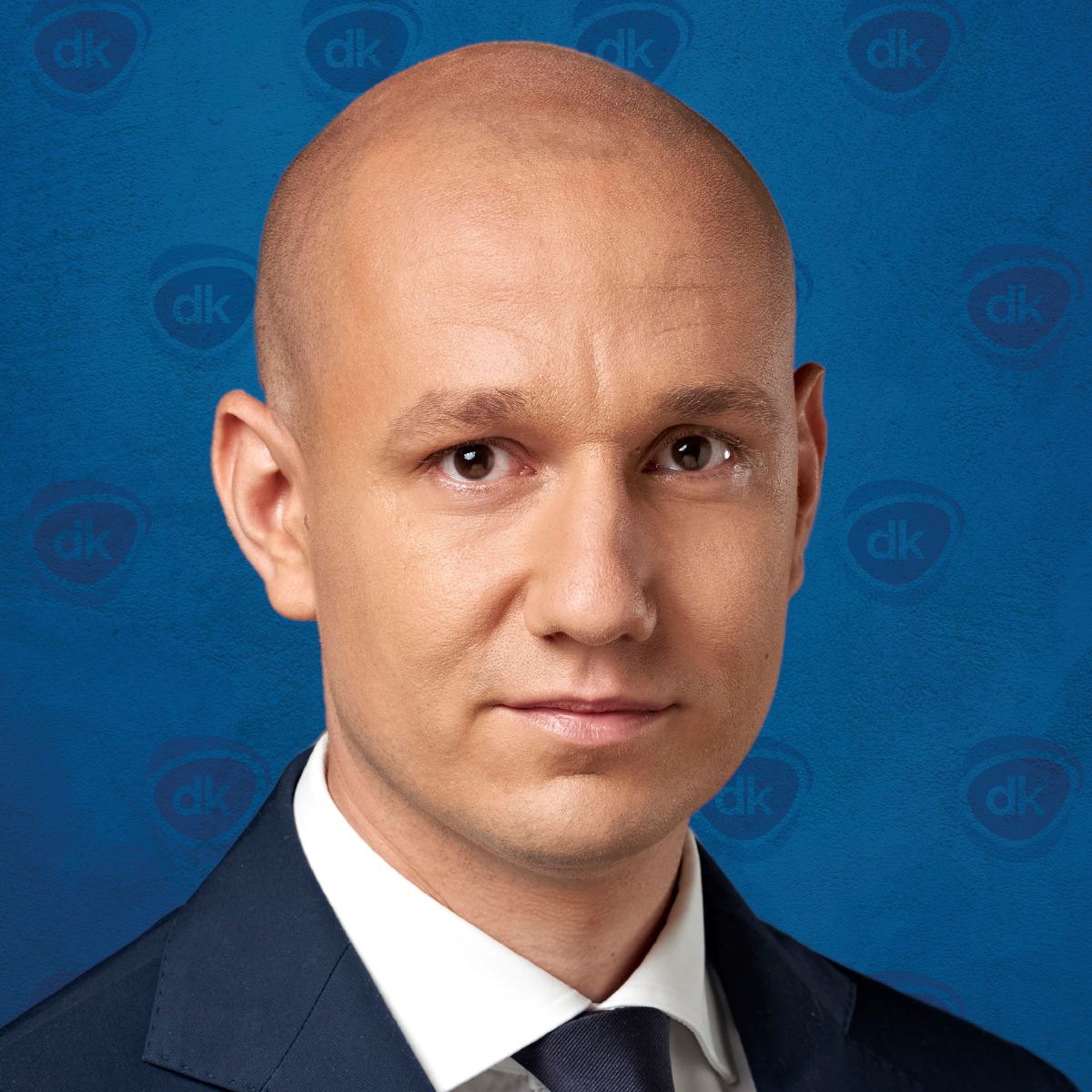
Sándor Rónai

Sándor Rónai (nascido em 22 de novembro de 1988) é um político húngaro, que foi nomeado para o terceiro lugar na lista do Parlamento Europeu da Coligação Democrática; mais tarde nas eleições de 2019, ele foi eleito para o Parlamento Europeu.